# Шатийон-ла-Палю
Шатийо́н-ла-Палю́ (фр. Châtillon-la-Palud) — коммуна во Франции, находится в регионе Рона — Альпы. Департамент — Эн. Входит в состав кантона Шаламон. Округ коммуны — Бурк-ан-Брес.
Код INSEE коммуны — 01092.

## География
Коммуна расположена приблизительно в 390 км к юго-востоку от Парижа, в 40 км северо-восточнее Лиона, в 26 км к югу от Бурк-ан-Бреса.
На востоке коммуны протекает река Эн.

## Климат
Климат полуконтинентальный с холодной зимой и тёплым летом. Дожди бывают нечасто, в основном летом.

## Население
Население коммуны на 2010 год составляло 1562 человека.
| 1962 | 1968 | 1975 | 1982 | 1990 | 1999 | 2010 |
| ---- | ---- | ---- | ---- | ---- | ---- | ---- |
| 582  | 660  | 574  | 814  | 874  | 1075 | 1562 |

## Администрация
| Период | Период | Фамилия       | Партия        | Примечания |
| ------ | ------ | ------------- | ------------- | ---------- |
| 1971   | 1974   | Андре Ганье   |               |            |
| 1974   | 1983   | Андре Бийоте  |               |            |
| 1983   | 1995   | Жорж Браншю   |               |            |
| 1995   | 2008   | Рене Казанова | Разные правые |            |
| 2008   | 2009   | Брижит Дебур  | беспартийный  |            |
| 2009   | 2009   | Андре Мишон   |               |            |
| 2009   | 2014   | Ив Бушер      |               |            |
| 2014   | 2020   | Андре Мишон   | Разные правые |            |

## Экономика
В 2010 году среди 1000 человек трудоспособного возраста (15—64 лет) 773 были экономически активными, 227 — неактивными (показатель активности — 77,3 %, в 1999 году было 71,8 %). Из 773 активных жителей работали 722 человека (375 мужчин и 347 женщин), безработных было 51 (19 мужчин и 32 женщины). Среди 227 неактивных 88 человек были учениками или студентами, 90 — пенсионерами, 49 были неактивными по другим причинам.

## Достопримечательности
- Церковь Св. Иринея (XVI век). Исторический памятник с 1966 года.[4]
- Руины замка Палю (XIII век).

## Города-побратимы
- Дайзенхаузен (Германия, с 1988)

## Фотогалерея

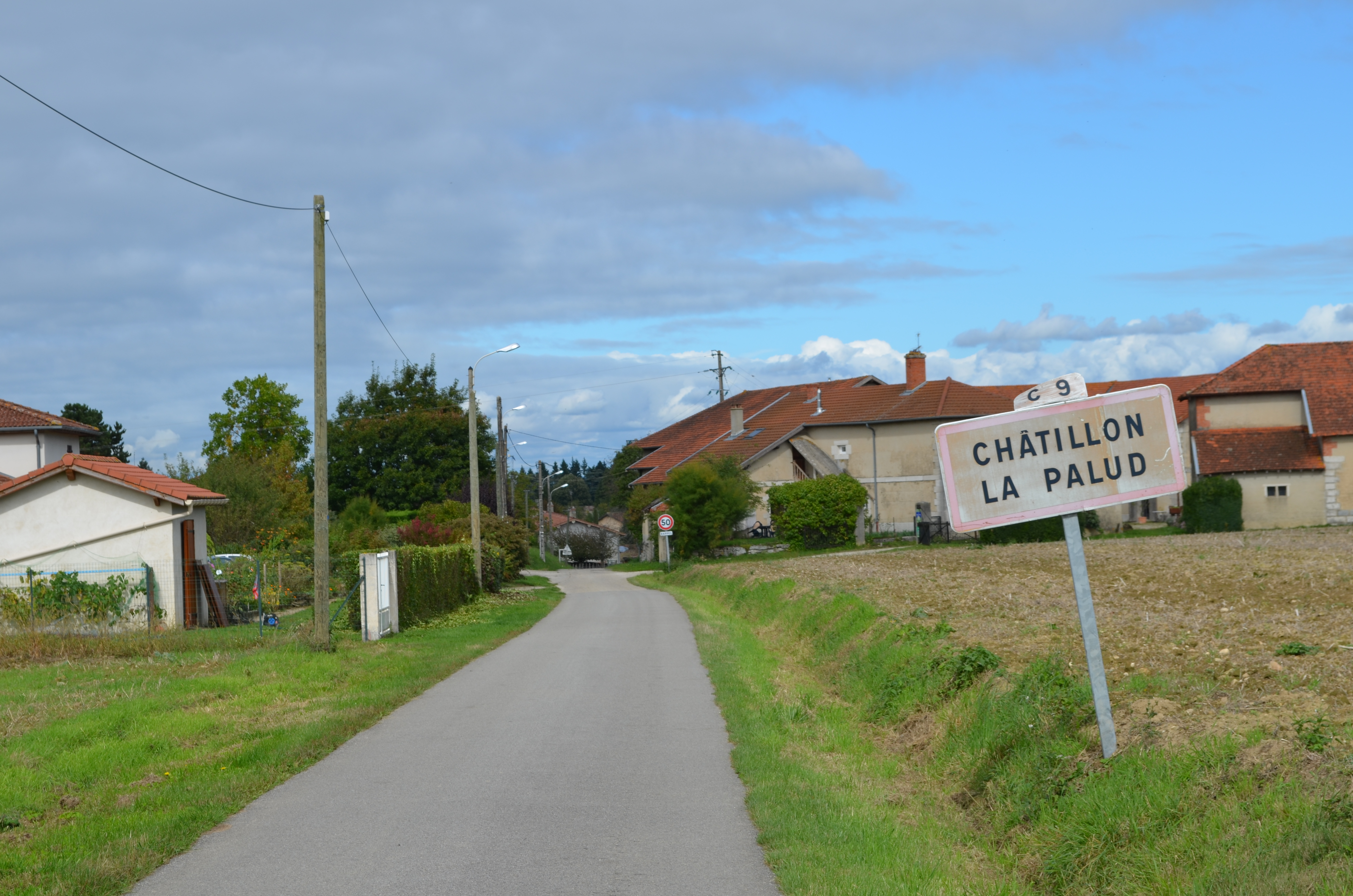
Въезд в Шатийон-ла-Палю
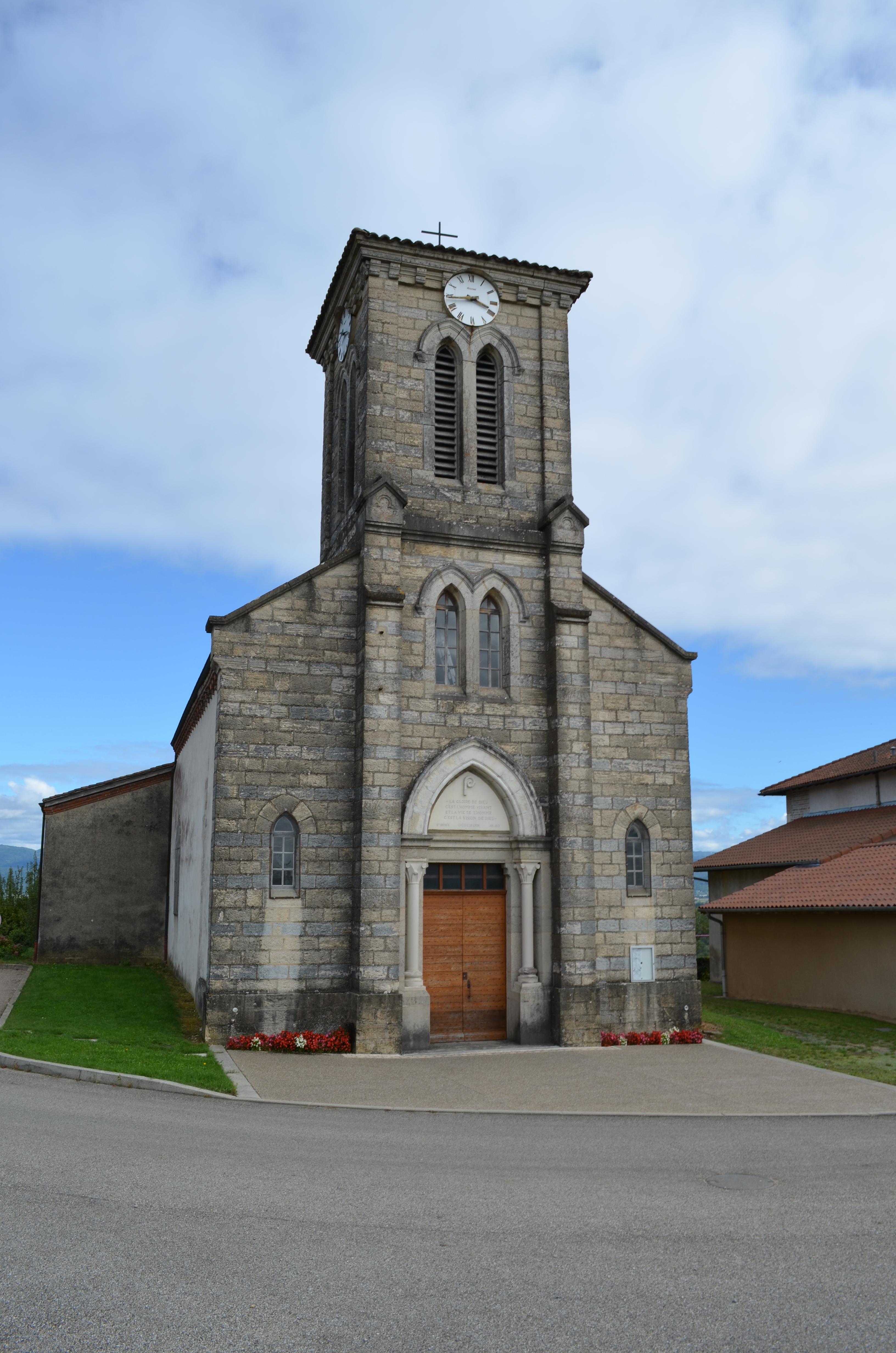
Церковь Св. Иринея
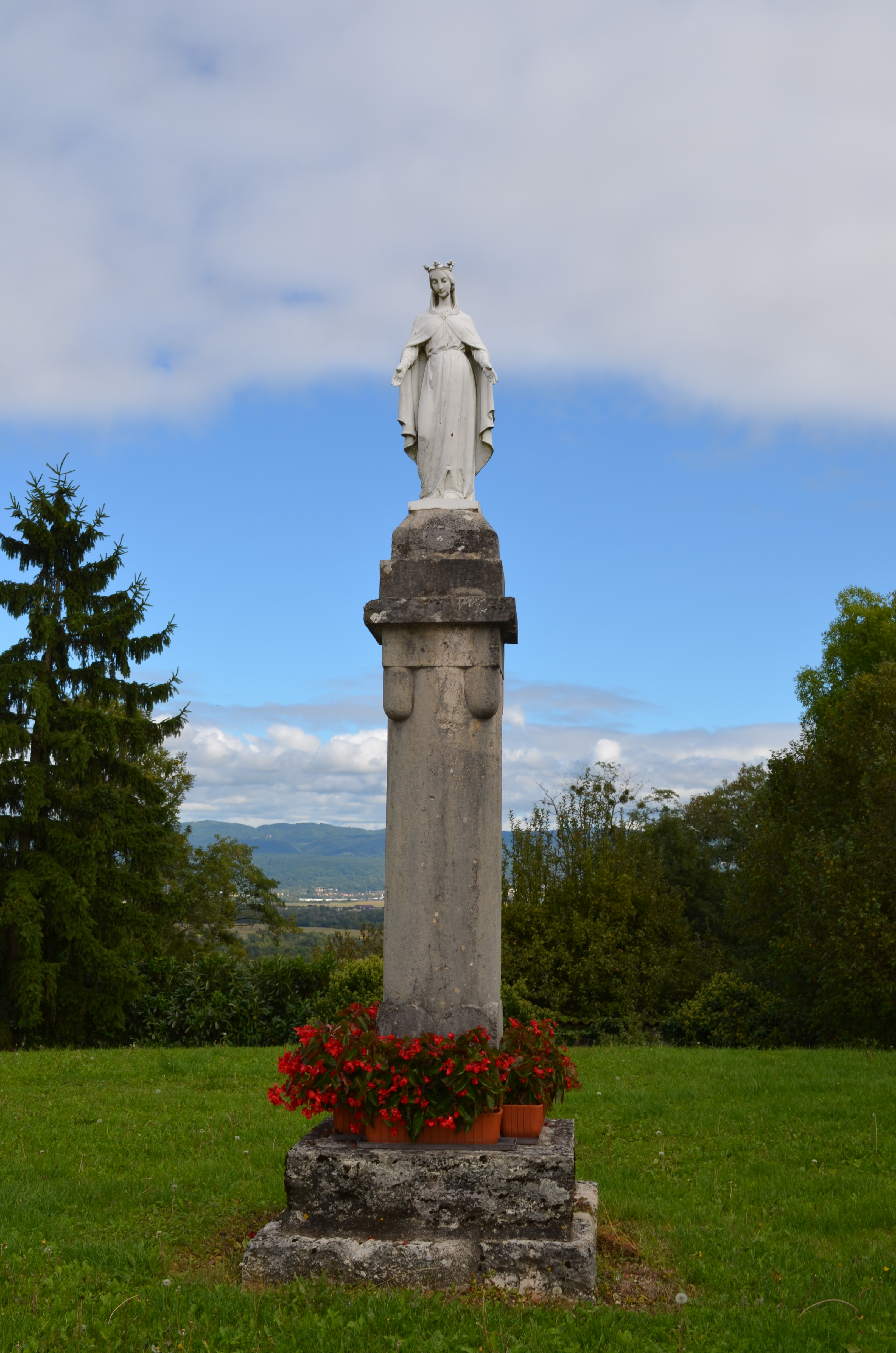
Статуя Девы Марии
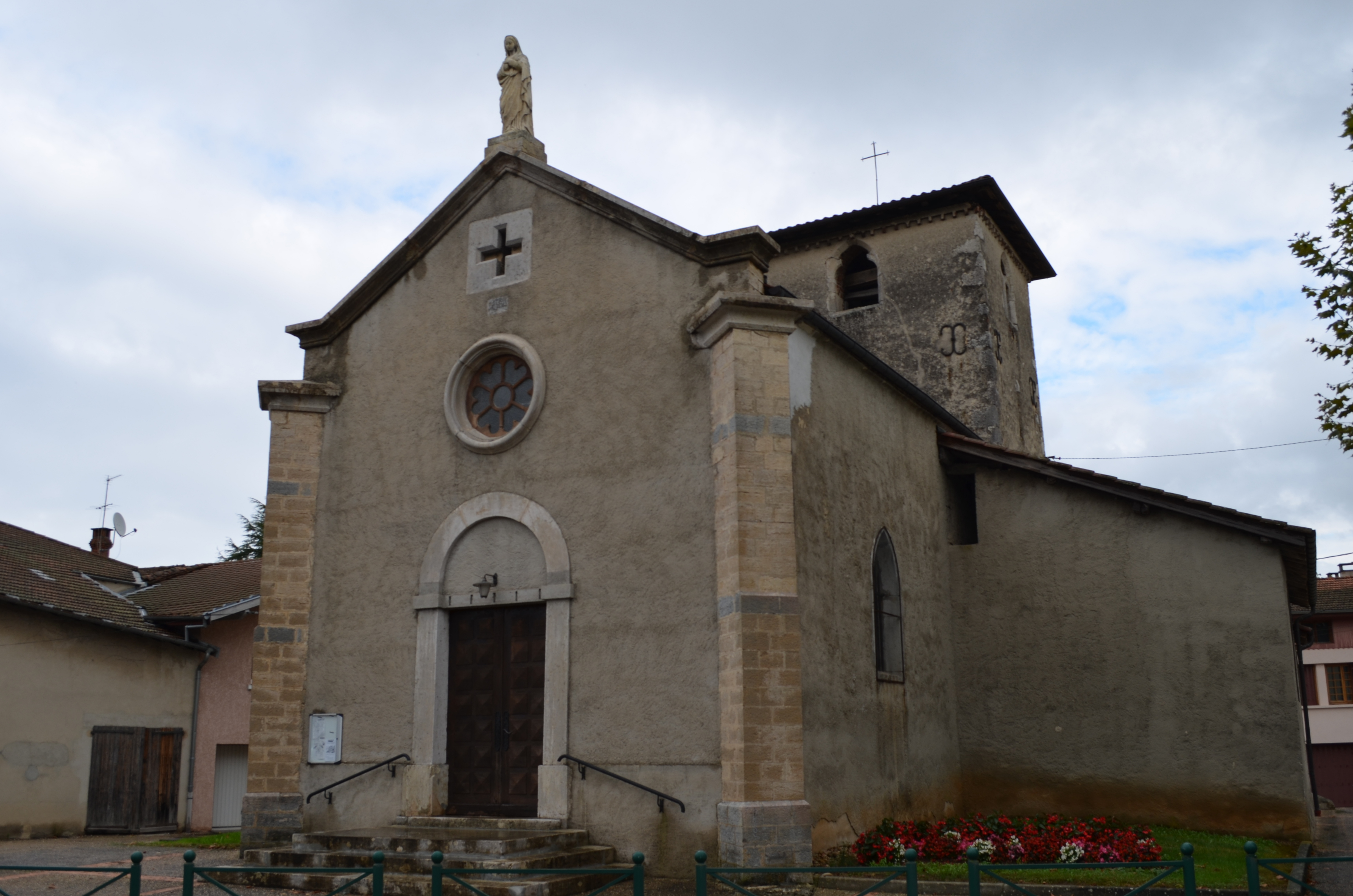
Церковь в деревне Бублан
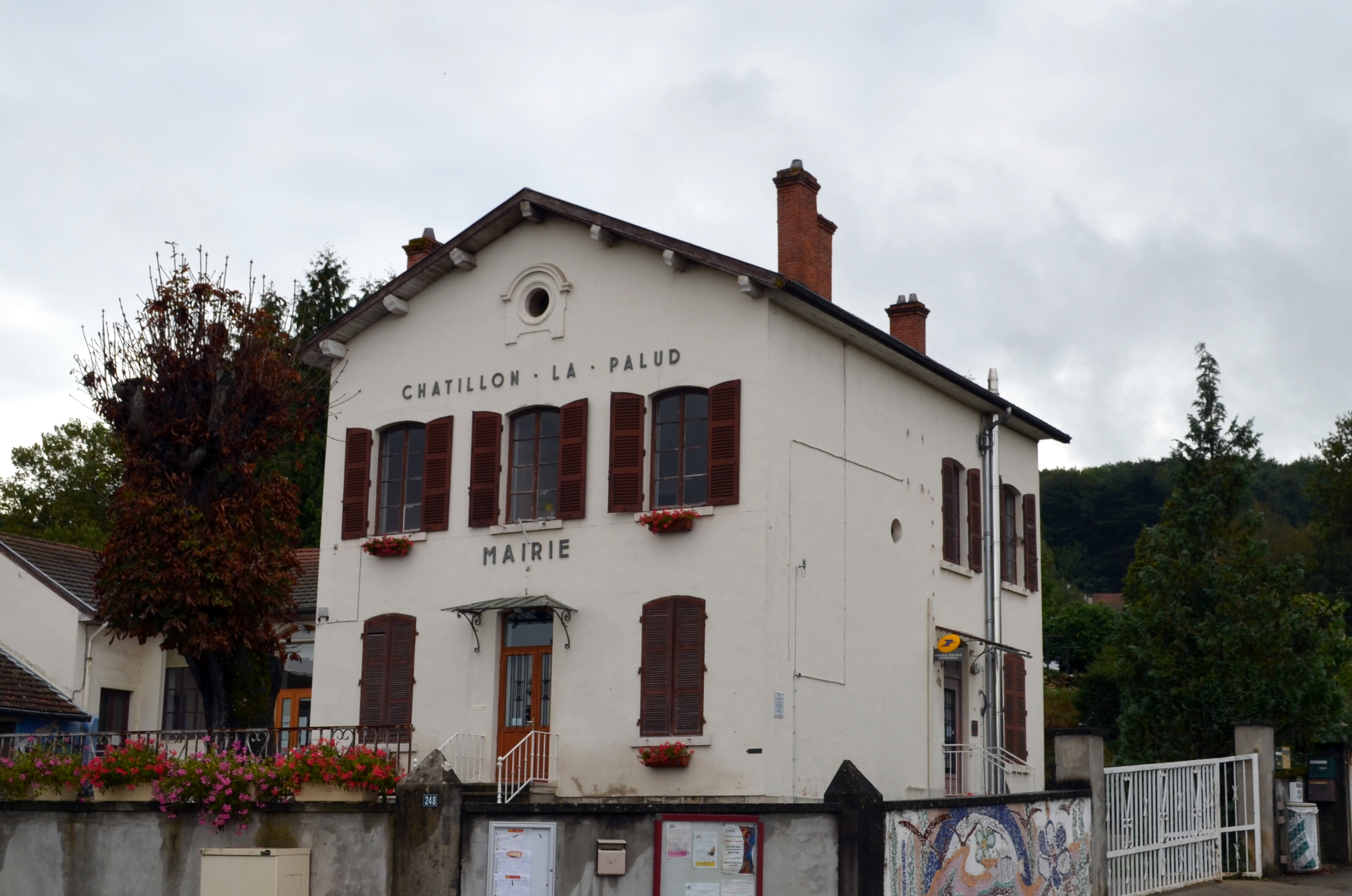
Мэрия
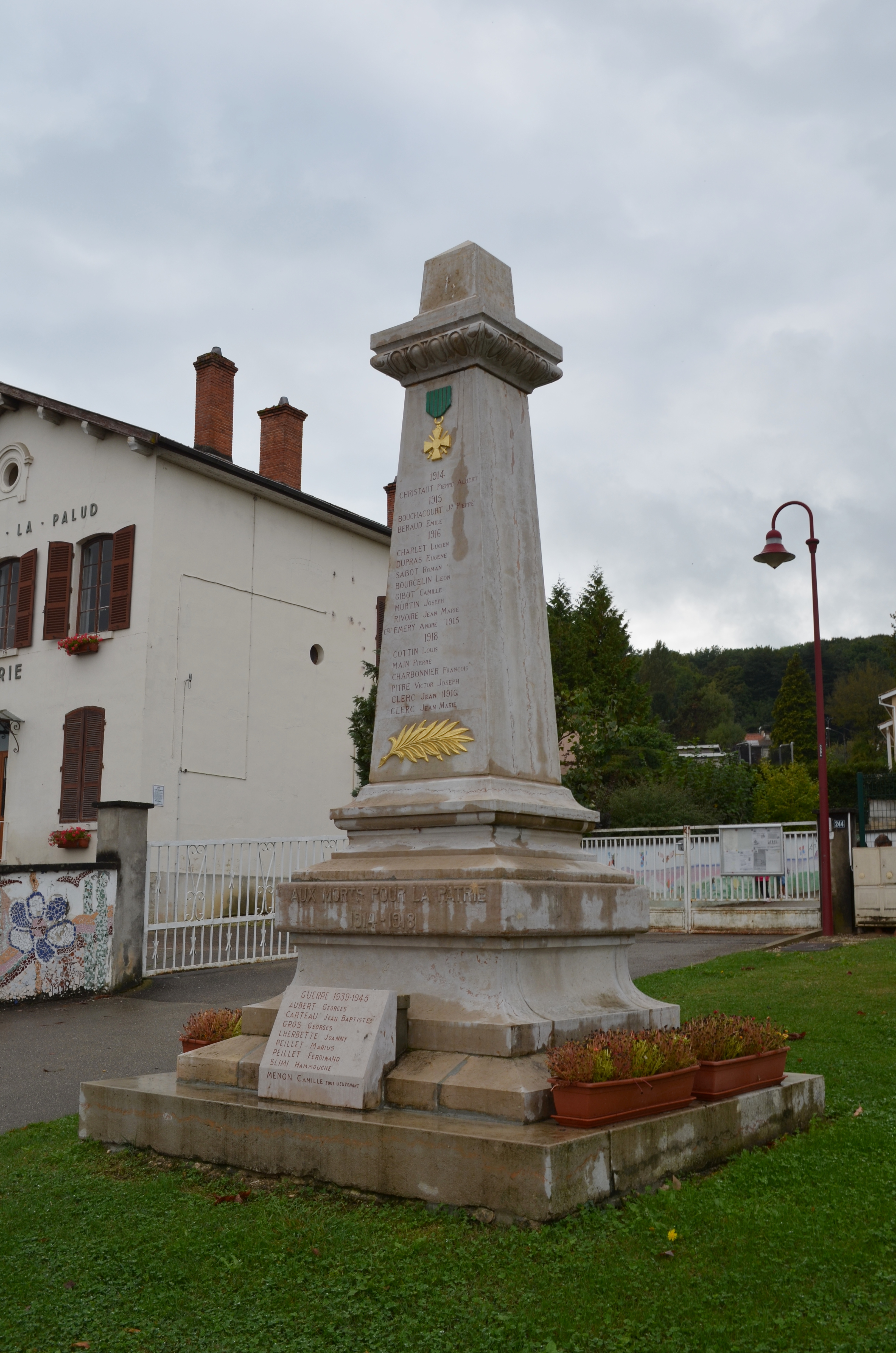
Военный мемориал